# Suzi Ferrer
Suzi Ferrer, nacida como Susan Nudelman, (Brooklyn, Nueva York, 24 de mayo de 1940-Los Ángeles, California, 6 de abril de 2006) fue una artista plástica radicada en Puerto Rico durante mediados de la década del 1960 al 1975. Es conocida por su obra trangresiva, irreverente, vanguardista y feminista.

## Biografía
Suzi era la hija mayor de Ruth Epstein Susser y Samuel Nudelman, ambos inmigrantes judíos austriacos, polacos y bielorrusos de segunda generación. Sasha, como le llamaban sus padres, se graduó de Jamaica High School, Nueva York, en 1958, donde se destacó y participó activamente en el departamento de teatro. Su principal interés era la actuación y esperaba hacer una carrera en televisión.
En el verano de 1958, Nudelman se matriculó en el programa de Bellas Artes de la Universidad de Cornell, donde se graduó en 1962. Exhibió su trabajo en exposiciones en el Museo de Arte Andrew Dickson White (ahora Museo Herbert F. Johnson) y la Galería Franklin, ambos ubicados en el campus universitario. Durante sus años en Cornell, también continuó su exploración de la actuación, participando en varias obras de teatro en el campus, así como una breve temporada en Broadway en The Pajama Game en 1959.
Después de graduarse, Sasha se casó con el puertorriqueño Miguel A. Ferrer, a quien conoció mientras él estudiaba su maestría en administración de empresas en la Universidad de Cornell. Se mudaron a la ciudad de Nueva York, visitaron galerías y compraron arte contemporáneo. La pareja vivió una vida nómada, viajando entre Nueva York y San Juan durante los primeros años de su matrimonio. Con su primogénita, Ilena (nace 1964), los Ferrer se establecieron en Puerto Rico de forma permanente a mediados de la década de 1960. Su hijo Miguel, nació en Puerto Rico en 1969.
A mediados de la década de 1970, Ferrer dejó de producir arte y se dedicó a otras actividades creativas. Se mudó a San Francisco y, como "Sasha Ferrer", trabajó como administradora cultural, diseñadora gráfica, publicista y enlace comunitario para el San Francisco Arts Commission. Ofreció talleres sobre técnicas de cámara de televisión y trabajó como consultora para la firma de publicidad y mercadeo Beyl & Boyd. A fines de la década de 1970, fue contratada para realizar un estudio de la física y la psicología del color para diseñar la imagen corporativa del equipo de hockey Vancouver Canucks.
A fines de 1979, comenzó su trabajo en televisión en Videowest, un programa de temas alternativos con sede en San Francisco donde trabajó como productora, escritora, actriz y directora, y en el proceso conoció a su futuro esposo, Stephen Goldsmith. En 1982, creó y dirigió el piloto de televisión para jóvenes Smarkus and Company,que la llevó a mudarse a Los Ángeles en 1983. Una vez en Los Ángeles, Ferrer trabajó inicialmente como ejecutiva en Disney Channel y en los años siguientes trabajó en Endemol, Triage Productions, Warner Bros. y The Landsburg Company, esta última produciendo su película para televisión In Defense of a Married Man. En 1987 contrajo cáncer de mama, una enfermedad que iba y venía durante el resto de su vida. Basándose en su propia experiencia, Ferrer escribió y produjo el documental de la NBC Destined to Live, que relata el proceso de recuperación de cien pacientes con cáncer de mama, por el que recibió el Premio Humanitas en 1990. Sin embargo, 19 años después de su diagnóstico inicial de cáncer, y después de muchos períodos de remisión, recayó y falleció en Los Ángeles en abril de 2006, poco antes de cumplir 66 años.

## Arte
En su corta carrera artística, solo diez años de actividad, fueron muy fértiles. Participó en cinco exposiciones individuales, más de quince colectivas en galerías de Nueva York y San Juan, y tres bienales internacionales. Paralelo a su carrera artística, a principios de la década del setenta Suzi comenzó estudios graduados en psicología en la Universidad de Puerto Rico, Recinto de Río Piedras. En 1976 presentó su tesis “A Theoretical Discussion of Creative Process and Exploratory Study of the Creative Puerto Rican”, en la cual entrevistó a 12 creativos que trabajaban en Puerto Rico para auscultar su proceso creativo. Ese mismo año, Antonio Molina, crítico de arte del periódico El Mundo, incluye a Ferrer en la sección de biografías de artistas en el tomo VIII de La Gran Enciclopedia de Puerto Rico.
A comienzos de la década del setenta, Ferrer empleó el dibujo como acto de desafío ante la imaginería convencional del cuerpo, la sexualidad y el deseo. Su obra, como la de otras mujeres artistas del momento, se tornó figurativa, con un deliberado repertorio de senos, vaginas y falos que le sirvieron para explorar el empoderamiento de la mujer, los roles de género y el deseo y el placer femeninos. El arte pop fue la plataforma ideal para navegar estas problemáticas, dado que por definición el pop criticaba la cultura de masas y que esta se centraba sobre todo en las mujeres –quienes, de hecho, eran sus principales consumidoras–. Para articular su crítica de la sociedad patriarcal, Ferrer yuxtaponía imágenes de superhéroes y superheroínas de cómics, ilustraciones del catecismo, dibujos de Chris Foss para El placer del sexo (1972), ilustraciones del autor para niños Richard Scarry y referencias a la historia del arte occidental. Asimismo, introdujo una iconografía femenina, como las manos de uñas largas y pintadas, que se convirtió en signo dominante de la sexualidad que quería expresar. Su compleja imaginería crítica trastocó el canon y puso el foco en la mirada femenina –la mirada ávida de la mujer sobre el hombre/objeto de deseo sexual–, celebrando así una feminidad empoderada.
Ferrer seleccionó un material nuevo como soporte para sus dibujos, obras gráficas e instalaciones inmersivas: el metacrilato polimetílico, conocido como acrílico o por el nombre comercial de Plexiglas. Introducido en la década 1930, ya para los años sesenta el Plexiglas era empleado por artistas en todo el mundo como soporte intrínsecamente representativo del momento. Además, la transparencia del material posibilitó efectos visuales elocuentes para las imágenes de Ferrer, diseñadas para superponerse con otros dibujos o paneles ilustrados de modo que pudieran verse al mismo tiempo a través de las capas transparentes. Esta ilusión crea un interesante juego entre la aparente profundidad de la composición y la planitud inherente al dibujo. Y ya que el Plexiglas es ligeramente reflectante, los observadores perciben su propio reflejo, lo cual implica sus cuerpos en la obra y le añade otro estrato de corporeidad. A estos se unen los cuerpos de otros observadores percibidos a través del Plexiglas, detrás de las imágenes.
Casi cincuenta años después que sus piezas se exhibieron por primera vez en galerías en Puerto Rico, la historiadora del arte Dra. Melissa M. Ramos Borges, gestionó y curó la primera muestra retrospectiva de la artista. Titulada SUZI FERRER, la muestra inauguró en septiembre de 2021 en el Museo de Arte y Diseño de Miramar (MADMi).

#### Exhibiciones individuales
2021 SUZI FERRER, exhibición retrospectiva curada por Dra. Melissa M. Ramos Borges, Museo de Arte y Diseño de Miramar (MADMi), San Juan, Puerto Rico.
1975 WestBroadway Gallery, Nueva York.
1973 WestBroadway Gallery, Nueva York.
1971 Plarotics, La Casa del Arte, Viejo San Juan, Puerto Rico.
1969 La Casa del Arte, Viejo San Juan, Puerto Rico.
1966 La Casa del Arte, Viejo San Juan, Puerto Rico.

#### Exhibiciones Colectivas
2021 Anarquía y dialéctica en el deseo: géneros y marginalidad en Puerto Rico - Parte I, Museo de Arte Contemporáneo de Puerto Rico, Santurce.
1980 Grabados Puertorriqueños de la ESSO Standard Oil Company, Biblioteca del Colegio Regional de Arecibo.
1976 Colectiva Gráfica Latinoamericana, Museo de Historia, Antropología y Arte (MHAA), Universidad de Puerto Rico, Recinto de Río Piedras.
1975 Dibujo y collage, Centro Nacional de las Artes, Viejo San Juan, Puerto Rico.
1974 Exhibición inaugural, Centro Nacional de las Artes, Viejo San Juan, Puerto Rico.
Mujeres Puertorriqueñas, La Galería, Viejo San Juan.
Puerto Rican Prints, organized by the Pratt Graphic Center, New York.
1973 PRIMAVERA, Galería Colibrí, Viejo San Juan, Puerto Rico.
New York Artists WestBroadway, Rundetårn, Copenhague, Dinamarca.
Puerto Rican Prints: An Exxon Collection, traveling show.
Puerto Rican Prints, Galería Colibrí, Viejo San Juan, Puerto Rico
Housatonic Museum of Art, Housatonic Community College, Bridgeport, Connecticut.
1969 Puerto Rican Art, New York.
1968 Museo de Historia, Antropología y Arte (MHAA), Universidad de Puerto Rico.
1966 Experimentos serigráficos del taller ICP, Galería Colibrí, Viejo San Juan.
1965 Galería Campeche, Ateneo Puertorriqueño.

#### Bienales
1974 3.ª Bienal del Grabado Latinoamericano de San Juan, Convento de los Dominicos, Viejo San Juan, Puerto Rico.
1973 XII Bienal de São Paulo, delegación artistas de Puerto Rico, Brazil.
1972 IX Biennale Internationale d'Art de Menton, Francia.
2.ª Bienal del Grabado Latinoamericano de San Juan, Convento de los Dominicos.

#### Colecciones
Instituto de Cultura Puertorriqueña
ESSO Standard Oil Collection
EXXON
MHAA
MADMi

## Distinciones
Ganadora - medio gráfico, IBEC, 1967
10 Best Dressed Women in Puerto Rico, The San Juan Star, 1968.
10 Best Dressed Women in Puerto Rico, The San Juan Star, 1969.
Special Award Winner, 15th Annual Humanitas Prize, 1990.

## Publicaciones sobre Suzi Ferrer
Bloch, Peter. Painting and Sculpture of Puerto Ricans. Nueva York: PLUS ULTRA Educational Publishers, Inc., 1978.
"Exposición Arte Ibec Premia 5 Participantes." El Mundo, 27 de octubre de 1967.
Fernández, Jesse. "Installations at the Colibrí." The San Juan Star, 27 de mayo de 1973, 14-15.
Fernández Méndez, Eugenio y Manuel Cárdenas Ruiz. "‘Instalaciones’ Del Mundo Absurdo En La Colibrí." Avance, 18 de junio de 1973, 44-44.
Fullana Acosta, Mariela. "Redescubriendo el arte y la vida de Suzi Ferrer." El Nuevo Día, 12 de octubre de 2021.
López Pérez, Stephanie. "Suzi Ferrer: Deconstruye estereotipos a través del arte feminista." 90 Grados, 18 de septiembre de 2021.
Maldonado, Penny. "Four Lifestyles Has Suzi Ferrer: She’s an Artist, Psychologist, Mother and Model." The San Juan Star, 29 de junio de 1975, 22-23.
Molina, Antonio. "Fichero Biográfico." en Gran Enciclopedia de Puerto Rico, ed. Vicente Báez. Madrid: Ediciones R, 1976.
———. "¿Manifesto De Arte U Obra Feminista?" El Mundo, 19 de junio de 1973, 11A.
Pérez González, Aisha. "Arte, Vanguardia y Feminismo: Vida y Obra de Suzi Ferrer." B.A., Universidad de Puerto Rico, Recinto de Río Piedras, 2018.
Ramos Borges, Melissa M. "Lost and Found: Assessments of Suzi Ferrer’s Decade-Long Career in Puerto Rico." Vision Doble: Revista de Crítica e Historia del Arte, no. Número Especial: Mujeres artistas (2021).
———. "Omisión O Censura: Una Revisión De La Vanguardia Artística En Puerto Rico, 1960-1970." Ph. D., Universidad Autónoma de Madrid, 2019.
———. SUZI FERRER: A Woman's Work. Museo de Arte y Diseño de Miramar (MADMi), Puerto Rico, 2021.
———. "Unos Comentarios En Torno a La Obra Experimental De Suzi Ferrer." ponencia presentada en el VIII Coloquio de investigación de historia de las mujeres: Mujer en las artes, Universidad de Puerto Rico, Recinto de Utuado, 20 de marzo de 2019.
Rodríguez, Jorge. "SUZI FERRER y el desafío al convencionalismo fememino." El Vocero, 21 de septiembre de 2021.
Ruiz de la Mata, Ernesto Jaime. "Suzi Ferrer." The San Juan Star, 19 de septiembre de 1971, 10-11.

"The Westbroadway." The San Juan Star, 9 de febrero de 1975, 9.
- Datos: Q110701581
- Multimedia: Suzi Ferrer / Q110701581